# تشارلز أ. هولاند
تشارلز أ. هولاند هو رياضي وسياسي أمريكي، ولد في 1872، وتوفي في 1940.